# Neferefrejeva piramida
Neferefrejeva ali Raneferefova piramida je nodoknčana egipčanska piramida iz Pete dinastije na nekropoli v Abusirju, Egipt. Po prezgodnji smrti faraona Neferefreja je bila nedokončana gradnja predelana v mastabo in postala grobnica pokojnega faraona. Piramido so kasneje razdejali, piramidni kompleks pa so Neferefrejevi nasledniki  razširili in obnovili Neferefrejev pogrebni tempelj.
Egiptologi se za piramido sprva niso menili. Prve oglede je opravil pruski egiptolog in jezikoslovec Karl Richard Lepsius (1810-1884) in piramido imenoval Lepsius XXVI, prave raziskave pa je začela skupina čeških raziskovalcev s Karlove univerze v Pragi pod vodstvom  Miroslava Vernerja  leta 1974. Odkrila je papiruse in kipe, ki so dali pomembne informacije o kratko vladajočem faraonu Neferefreju. Piramida se je imenovala nTri bAw nfrf ra – Božanska je Neferefrejeva moč. Piramidni kompleks leži jugozahodno od piramide Neferirkare Kakaija in zahodno od piramide kraljice Kentkaus II. Piramidni kompleks je najbolj južen na Abusirski nekropoli. Osnovnici piramide sta merili 65 m, zato je bila druga najmanjša piramida faraonov Starega kraljestva. Namanjša je bila Unasova piramida.  Na piramidnem kompleksu je bil tudi pogrebni tempelj Svetišče noža in sončev tempelj. Kompleks je bil obdan z velikim krožnim obzidjem.

## Galerija
- Apnenčast Neferefrejev kip iz stebriščne dvorane njegovega pogrebnega templja
- Položaj Neferefrejeve piramide na abusirski nekropoli

- Rekonstrukcija kompleksa po pretvorbi piramide v mastabo in zaključku gradnje svetišč:
 A: krn piramide 
 B: notranji tempelj 
 C: knjižna dvorana 
 D: pogrebni tempelj 
 E: vhod v tempelj 
 F: galerija 
 G: Svetišče noža 
 H: palisada
- Zgradba prve stopnje jedra piramide:
A: zunanji zid
B: notranji zid
C: polnilo 
D: jama za podzemne prostore 
E: jama za vhod
- Podzemni prostori piramide:
A: vhod s severno kapelo
B: hodnik
C: predkomora 
D: pogrebna komora